# J. T. Realmuto
Jacob Tyler Realmuto (né le 18 mars 1991 à Del City, Oklahoma, États-Unis) est un receveur des Phillies de Philadelphie de la Ligue majeure de baseball.

## Carrière
J. T. Realmuto est un choix de troisième ronde des Marlins de la Floride en 2010. À ses débuts dans le baseball majeur avec les Marlins, il réalise une performance de deux coups sûrs et trois points produits à son premier match le 5 juin 2014 face aux Rays de Tampa Bay. Son premier coup sûr est réussi aux dépens du lanceur Jake Odorizzi.